# Костянтин Корибут-Вишневецький
Костянтин Корибут-Вишневецький (? — 1574) — руський (український) магнат, князь гербу Корибут, староста житомирський у 1571—1574 роках.

## Життєпис
Походив з магнатської родини князів Вишневецьких. Син Івана Вишневецького та Анастасії Олізарович. Брат князя Андрія Вишневецького.
Навчання отримав у маєтку батька. Замолоду брав участь у походах батька проти татар, згодом — у Лівонській війні. За власні кошти наймав 200 гусарів для походу проти Москви. Завдяки йому у 1564 році було відбито наступ московського воєводи Васілія Серебрянського й здобуто перемогу у битві під Чашниками.
У 1569 році очолював депутацію українських магнатів на Люблінському з'їзді. Виступав спочатку разом з князями Василем Костянтином Острозьким, Олександром Чорторийським, Андрієм Вишневецьким, Романом Санґушком, Андрієм Капустою противником Люблінської унії. Вимагав збереження старовинних прав української шляхти, збереження в офіційних документах використання староукраїнської мови та рівність віросповідання. Після виконання цих умов підписав угоду, проте не зміг домогтися зрівняння статусу Великого князівства Руського з Великим князівством Литовським та Королівством Польським. Потім, 24 травня 1569 року склав присягу Речі Посполитій.
У 1570 році Костянтина Вишневецького запрошено до почту короля Речі Посполитої з титулом королівський дворянин. У 1571 році король Сигізмунд II Август своїм універсалом призначає Костянтина Вишневецького старостою житомирським та підвоєводою київським.
Помер у 1574 році, був похований у Києво-Печерській лаврі.

## Родина
Дружина — Анна Єлизавета з Вільхівця Свірщ (пом. 1582), донька Яна Свірча-молодшого та Анни Лянцкоронської (доньки Ієроніма Лянцкоронського, скальського старости). По смерті чоловіка вийшла перед 1572 роком заміж за коронного підчашого Яна Остроруга. Діти:
- Костянтин (1564—1641);
- Анна (?—1591) — дружина каштеляна холмського, стражника коронного Яна Замойського (пом. 1619[3]).